# Nicòstrat de Rodes
Nicòstrat de Rodes (en grec Νικόστρατος Nikóstratos) va ser un almirall rodi que va viure als segles III i II aC.
Va dirigir una de les naus en la batalla contra Filip V de Macedònia a l'illa de Quios l'any 201 aC. No és mencionat durant molts anys però el 168 aC torna a aparèixer quan va actuar com ambaixador enviat per Rodes al cònsol Emili Paul·le i a Perseu de Macedònia.